# On the Level
On the Level is het achtste studioalbum van de Engelse rockband Status Quo. Het album werd in februari 1975 uitgegeven en kwam binnen op de eerste plaats in de Britse Albums Chart. Afgezien van het door Chuck Berry geschreven "Bye Bye Johnny", waren alle nummers op het album door de bandleden zelf geschreven.
In november 1974 verscheen de enige single van het album, het door Francis Rossi en Bob Young geschreven nummer "Down, Down". Als B-kant werd "Nightride" gebruikt. Deze single bereikte de eerste plaats in de UK Singles Chart.

## Muziek
1. "Little Lady" (Parfitt) - 3:03
2. "Most of the Time" (Rossi/Young) - 3:22
3. "I Saw the Light" (Rossi/Young) - 3:40
4. "Over and Done" (Lancaster) - 3:55
5. "Nightride" (Parfitt/Young) - 3:54
6. "Down down" (Rossi/Young) - 5:25
7. "Broken Man" (Lancaster) - 4:14
8. "What to Do" (Rossi/Young) - 3:07
9. "Where I Am" (Parfitt) - 2:45
10. "Bye Bye Johnny" (Berry) - 5:21

Bonusnummers op de heruitgave uit 2005
1. "Down Down" [Single] (Rossi/Young) - 3:50
2. "Roll Over Lay Down" [Live] (Rossi/Parfitt/Lancaster/Coghlan/Young) - 5:41
3. "Gerdundula" [Live] (Manston/James) - 2:35
4. "Junior's Wailing" [Live]" (White/Pugh) - 3:57
5. "Roadhouse blues" [Live]" (Morrison/Densmore/Krieger/Manzarek) - 12:24

## Bezetting
- Francis Rossi - gitaar, zang
- Rick Parfitt - gitaar, keyboard, zang
- Alan Lancaster - basgitaar, gitaar, zang
- John Coghlan - drums

## Hitnotering
| "On the Level" in de Nederlandse Album Top 100 - binnen: 22-02-1975 | "On the Level" in de Nederlandse Album Top 100 - binnen: 22-02-1975 | "On the Level" in de Nederlandse Album Top 100 - binnen: 22-02-1975 | "On the Level" in de Nederlandse Album Top 100 - binnen: 22-02-1975 | "On the Level" in de Nederlandse Album Top 100 - binnen: 22-02-1975 | "On the Level" in de Nederlandse Album Top 100 - binnen: 22-02-1975 | "On the Level" in de Nederlandse Album Top 100 - binnen: 22-02-1975 | "On the Level" in de Nederlandse Album Top 100 - binnen: 22-02-1975 | "On the Level" in de Nederlandse Album Top 100 - binnen: 22-02-1975 | "On the Level" in de Nederlandse Album Top 100 - binnen: 22-02-1975 | "On the Level" in de Nederlandse Album Top 100 - binnen: 22-02-1975 | "On the Level" in de Nederlandse Album Top 100 - binnen: 22-02-1975 | "On the Level" in de Nederlandse Album Top 100 - binnen: 22-02-1975 | "On the Level" in de Nederlandse Album Top 100 - binnen: 22-02-1975 | "On the Level" in de Nederlandse Album Top 100 - binnen: 22-02-1975 | "On the Level" in de Nederlandse Album Top 100 - binnen: 22-02-1975 | "On the Level" in de Nederlandse Album Top 100 - binnen: 22-02-1975 | "On the Level" in de Nederlandse Album Top 100 - binnen: 22-02-1975 | "On the Level" in de Nederlandse Album Top 100 - binnen: 22-02-1975 | "On the Level" in de Nederlandse Album Top 100 - binnen: 22-02-1975 | "On the Level" in de Nederlandse Album Top 100 - binnen: 22-02-1975 |
| Week                                                                | 01                                                                  | 02                                                                  | 03                                                                  | 04                                                                  | 05                                                                  | 06                                                                  | 07                                                                  | 08                                                                  | 09                                                                  | 10                                                                  | 11                                                                  | 12                                                                  | 13                                                                  | 14                                                                  | 15                                                                  | 16                                                                  | 17                                                                  | 18                                                                  | 19                                                                  |                                                                     |
| ------------------------------------------------------------------- | ------------------------------------------------------------------- | ------------------------------------------------------------------- | ------------------------------------------------------------------- | ------------------------------------------------------------------- | ------------------------------------------------------------------- | ------------------------------------------------------------------- | ------------------------------------------------------------------- | ------------------------------------------------------------------- | ------------------------------------------------------------------- | ------------------------------------------------------------------- | ------------------------------------------------------------------- | ------------------------------------------------------------------- | ------------------------------------------------------------------- | ------------------------------------------------------------------- | ------------------------------------------------------------------- | ------------------------------------------------------------------- | ------------------------------------------------------------------- | ------------------------------------------------------------------- | ------------------------------------------------------------------- | ------------------------------------------------------------------- |
| Nummer                                                              | 47                                                                  | 19                                                                  | 10                                                                  | 6                                                                   | 2                                                                   | 2                                                                   | 2                                                                   | 2                                                                   | 2                                                                   | 4                                                                   | 6                                                                   | 9                                                                   | 15                                                                  | 17                                                                  | 24                                                                  | 33                                                                  | 36                                                                  | 45                                                                  | 47                                                                  | uit                                                                 |